# Kunsthalle Tübingen

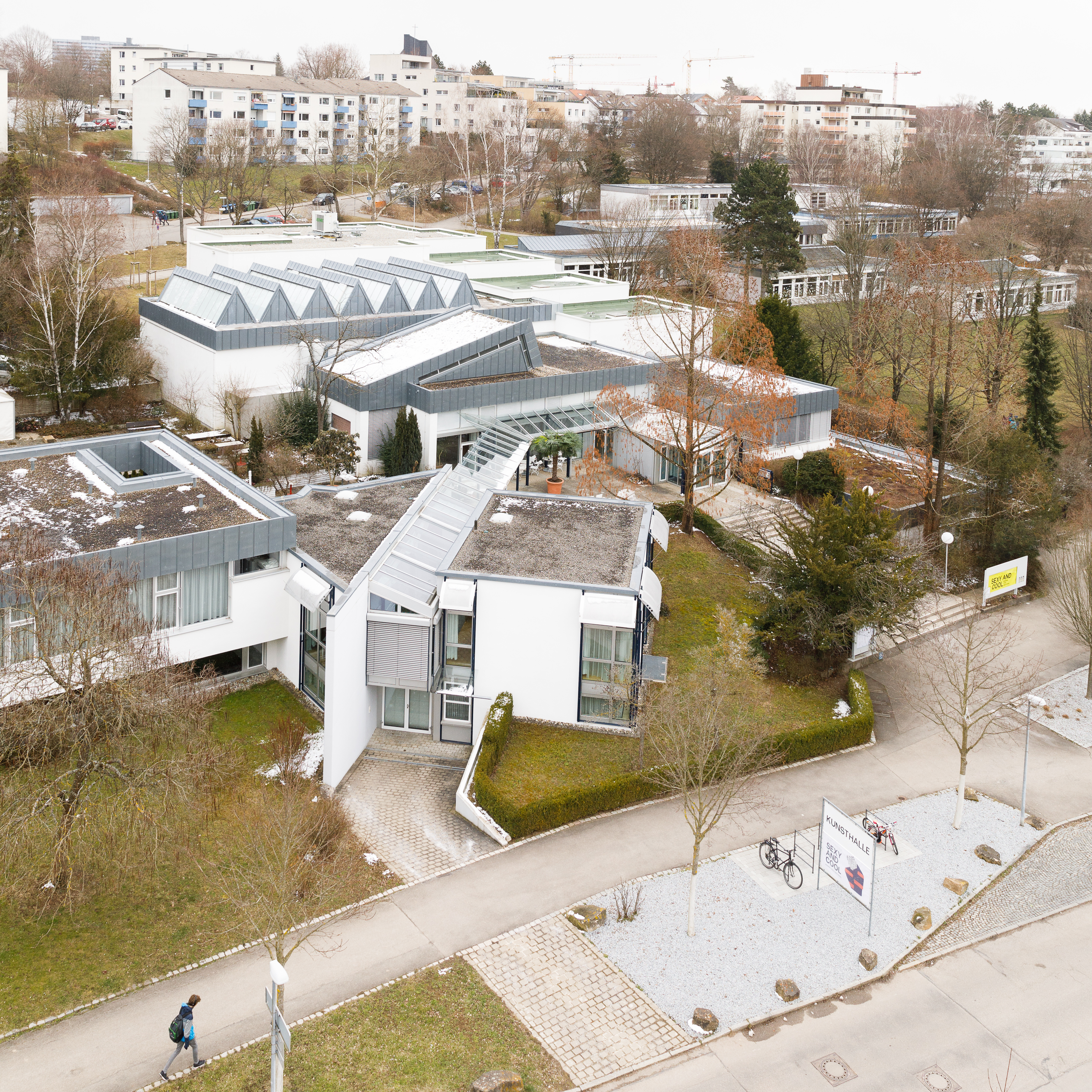
Kunsthalle Tübingen, Foto: Wynrich Zlomke (2018)

Die Kunsthalle Tübingen ist ein Ausstellungsgebäude für Wechselausstellungen in Tübingen. Sie wurde 1971 gegründet.

## Geschichte
Die private Initiative der Schwestern Paula Zundel und Margarete Fischer-Bosch, Töchter von Robert Bosch, ermöglichte der Stadt Tübingen zu Beginn der 1970er Jahre, mit dem Bau einer Kunsthalle zu beginnen. Sie sollte ein Ausstellungshaus im Gedenken an Paula Zundels Ehemann, den Maler Georg Friedrich Zundel, werden. In einem Neubauviertel am nördlichen Rand der Kernstadt entstand die Kunsthalle. Sie ist ein eingeschossiges Gebäude mit Oberlicht, was sehr gute Lichtverhältnisse ermöglicht. Architekt war Abbe Schmid.
Von Beginn bis Ende 2005 wurde sie von Götz Adriani geleitet. Unter seiner Leitung wurde in den Anfangsjahren der internationale Ruf der Kunsthalle begründet. Ein Merkmal für Adrianis Kunstverständnis war der programmatische Wechsel zwischen zeitgenössischer Kunst und Kunst der klassischen Moderne.
Große Erfolge feierte die Kunsthalle mit monographischen Ausstellungen berühmter Maler, welche die Moderne begründet hatten. Es waren Ausstellungen zu u. a. Paul Cézanne, 1978, 1982, 1993, 2005; Edgar Degas, 1984, 1995, 2005; Pablo Picasso, 1986, 2002, 2005; Auguste Renoir, 1996. Die jährlichen Besucherzahlen schwanken stark zwischen 440.000 anno 1996 und 30.000 im Jahr 2013.
Von 2006 bis März 2009 war Martin Hellmold der Leiter der Kunsthalle. Bis 2013 war Daniel J. Schreiber als geschäftsführender Kurator für das Ausstellungsprogramm verantwortlich. Wegen umfassenden Sanierungsarbeiten und der Erweiterung um einen zusätzlichen Ausstellungsraum war die Kunsthalle bis Frühjahr 2017 geschlossen.
Von März 2016 bis September 2017 war Holger Kube Ventura Direktor und künstlerischer Vorstand der Kunsthalle. Seit Januar 2018 ist Nicole Fritz Direktorin der Kunsthalle. Unter ihrer Leitung erfuhr das Haus eine Neuausrichtung. Nicole Fritz entwickelte die Kunsthalle Tübingen in Bezug auf Digitalisierung und Kunstvermittlung weiter und öffnete das Haus für ein breites Publikum. Entstanden ist ein zeitgenössischer Kunstort der Gefühls- und Bewusstseinsbildung. Neben monografischen Ausstellungen zu international renommierten Künstler*innenpositionen des 20. und 21. Jahrhunderts (Marina Abramovic, Daniel Richter u. a.) entwickelt sie zusammen mit ihrem Team Themenausstellungen zu gesellschaftlichen Fragestellungen wie die Ausstellung Sisters & Brothers. 500 Jahre Geschwister in der Kunst  oder Supernatural. Skulpturale Visionen des Körperlichen. Darüber hinaus wurde unter der Leitung von Nicole Fritz die Kunsthalle Tübingen für den Preis der Commerzbank-Stiftung für institutionelle Kulturvermittlung „ZukunftsgutGut“ (2021) sowie für den European Museum of the Year Award „EMYA“ (2021) nominiert. 2022 erhielt die Kunsthalle den Hauptpreis des Lotto Museumspreises Baden-Württemberg für ihr herausragendes Museumskonzept mit langfristiger Wirkung und regionaler Verankerung.

## Stiftung
Im Jahre 2003 wurde die Kunsthalle von einer Institution innerhalb der Stadtverwaltung Tübingens in eine selbständige Einrichtung mit gemeinnützigem Charakter umgewandelt. Die neu gegründete Stiftung bürgerlichen Rechts ermöglicht das wirtschaftliche Fortbestehen der Kunsthalle, da das Stiftungsvermögen aus privaten Spenden und einer hohen finanziellen Förderung der Familie Zundel besteht.